# 間組爆破事件
間組爆破事件（はざまぐみばくはじけん）とは、1975年（昭和50年）に発生した間組を標的とした東アジア反日武装戦線による一連の爆弾テロ事件の総称。連続企業爆破事件の一つである。

## 標的の来歴
標的となった間組（現：安藤・間）は「ダムのハザマ」として有名であり、日本国内のみならず、海外でもダムの建設を手がけていた。事件当時、マレーシアで間組が手がけるダム建設反対運動が起きており、東アジア反日武装戦線は現地住民に呼応するためにテロの標的とした。

## 事件の概要

### 間組本社・工場同時爆破事件
東アジア反日武装戦線では、これまで各グループが独自に行動し、他のグループには連絡するのみであったが、これからは他のグループの意見も聞いてから行動を起こすことになった。「さそり」グループは次の標的として間組を挙げ、他のグループも一緒に参加することになった。作戦名は「キソダニ・テメンゴール作戦」。名称の「テメンゴール」の由来は、マレーシアのダム建設地の地名で、「キソダニ」の由来は、長野県の木曽谷のことで、戦時中に間組が請け負っていた日本発送電御岳水力発電所の中国人労働者問題に由来する。
標的は東京都港区北青山にある間組本社と埼玉県与野市（現：さいたま市中央区）にある間組大宮工場とし「さそり」と「狼」が間組本社、「大地の牙」が大宮工場に爆弾を取り付けた。
1975年2月28日午後8時、本社と工場が同時に爆発した。特に本社の方はコンピュータ室を爆破されたため、重要なデータを一瞬にして失うなど間組の経営に大打撃を与えた。

### 間組作業現場爆破事件
2月28日の爆破事件後の記者会見で「海外進出について止める気は無いか」という記者の質問に対して、間組の副社長は「全く無い」と答えたため、東アジア反日武装戦線は「我々に対する挑戦」と受け止め、再度の爆弾テロを計画した。
4月28日0時過ぎ、千葉県市川市の間組江戸川作業所と工事現場を爆破しようとした。作業所の方は爆発して当直の間組社員に重傷を負わせたが、工事現場の方は不発だった。そのため、不発の爆弾をそのままにし、横に新たな爆弾を取り付け誘爆させることにし、5月4日に決行した。
桐島聡は、生前関与したことを死の数日前にほのめかした。

## 関連文献
- 松下竜一『狼煙を見よ 東アジア反日武装戦線“狼”部隊』
- （読売新聞社・戦後ニッポンを読む、1997年） ISBN 4-643-97116-9
- （河出書房新社・松下竜一その仕事22、2000年） ISBN 4-309-62072-8